# Parafia św. Mikołaja w Rudnikach
Parafia św. Mikołaja – rzymskokatolicka parafia położona przy ulicy Wieluńskiej 2 w Rudnikach (gmina Rudniki). Parafia należy do dekanatu Praszka w archidiecezji częstochowskiej.

## Historia parafii
Pierwsza wzmianka o parafii pochodzi z 1397 roku. Wybudowano wówczas kościół parafialny, który został rozebrany w XVII wieku. W 1691 roku wybudowano nową, drewnianą świątynię. Obecny kościół parafialny pochodzi z 1830 roku, a jego fundatorką była Tekla Masłowska (dziedziczka, mieszkająca w Rudnikach).
Proboszczem parafii jest ks. Krzysztof Błaszkiewicz.

## Archiwalia
Akta stanu cywilnego Parafii Rzymskokatolickiej w Rudnikach z lat 1808-1916 znajdują się w Archiwum Państwowym w Częstochowie. 
Księgi z lat 1808, 1824, 1826-1859 oraz 1871-1911 zostały zeskanowane.
Pozostałe księgi są dostępne tylko w formie papierowej w Czytelni Archiwum Państwowego w Częstochowie.

## Liczebność i zasięg parafii
Parafię zamieszkuje 1950 mieszkańców i obejmuje ona następujące miejscowości:
- Rudniki,
- Faustianka,
- Jawor,
- Jaworek,
- Kuźnica,
- Łazy,
- Młyny,
- Porąbki[5].

## Proboszczowie od 1925 roku
- ks. Leopold Berent (1925–1941)
- ks. Marceli Dewudzki (1941–1962)
- ks. Julian Kowalski (1962–1971)
- ks. Zdzisław Warzecha (1971–1984)
- ks. Józef Dawczyński (1984–1986)
- ks. Edward Sztama (1986–1991)
- ks. Krzysztof Tadeusz Błaszkiewicz (od 1991)